# Caillavet, Gers
 Caillavet  là một xã thuộc tỉnh Gers trong vùng Occitanie tây nam nước Pháp. Xã này có độ cao trung bình 175 mét trên mực nước biển.